# Тяфурин
Тяфурин (яп. 茶風林 Тяфу:рин, настоящее имя — Хиротака Симасава (яп. 嶋沢 弘隆 Симасава Хиротака), род. 4 декабря 1961, Сайтама) — японский сэйю. Его сценическое имя взято в честь Чарли Чаплина (яп. チャップリン Тяппурин).

## Работы и роли
- Ah! My Goddess (Повелитель Ужаса)
- Argento Soma (Доктор Эрнст Ногути)
- Bleach (Гранд Фишер)
- Case Closed (Инспектор Дзюдзо Мэгурэ)
- Chibi Maruko-chan (Кимио нагасава, Нидэдзи Сайдзё)
- Cowboy Bebop (Гаррисон)
- Cyborg 009 (006, Чанг Чангку)
- Death Note (Хитоси Дэмэгава)
- F-Zero GP Legend (Дон Дзини)
- Flint the Time Detective (Майто)
- Gungrave (Боб Паундмакс)
- Hell Girl (Эргуро)
- Higurashi no Naku Koro ni (Кураудо Оиси)
- Kekkaishi (Мистер Уро)
- The Law of Ueki (Директор)
- Mobile Suit Gundam 0083: Stardust Memory (Бернард Монся)
- Mobile Suit Victory Gundam (Ромэро Марвал)
- Naruto (Фукуёкана)
- Chrono Trigger OVA (Ну)
- Okane ga nai (Хаясида)
- Ping-Pong Club (Каору Суэмацу)
- Shippu Iron Leaguer (Буруама)